# 105 км
105 км, разъезд 105-й км — сельский населённый пункт (тип: разъезд) в Комсомольском районе Хабаровского края России. Входит в состав Гурского сельского поселения.

## География
Разъезд находится на берегу реки Хумма, в 5 км от центра поселения — посёлка Гурское. В пешей доступности река Гур.
Местность, как и весь район, приравнена к районам Крайнего Севера.

### Климат
Климат района — континентальный, муссонный, с ясной, сухой холодной зимой и пасмурным дождливым летом. Определяется муссонной циркуляцией атмосферы:5.

## Население
| 2002 | 2010 | 2011 | 2012 | 2021 |
| ---- | ---- | ---- | ---- | ---- |
| 29   | ↘12  | →12  | →12  | ↗23  |

## Улицы
В населённом пункте имеется одна улица — Клубная.

## Экономика
Основа экономики — обслуживание Высокогорненской дистанции пути Комсомольского отделения ДВЖД филиала ОАО РЖД.

## Инфраструктура
Индивидуальная застройка усадебного типа.

## Транспорт
Имеется железнодорожное и автобусное сообщение с районным и краевым центрами. Остановка общественного транспорта «Разъезд 105-й километр», остановочный пункт (разъезд) Хумма.